# Illes Glorioses
Les illes Glorioses (en Francès: Îles Glorieuses o també Archipel des Glorieuses) és un grup d'illes i illots deshabitats que sumen 5 km² i que pertanyen a l'Estat Francès. Formen part de les Illes Esparses de l'Oceà Índic.
Es troben al nord del canal de Moçambic, 160 km al nord-est de Madagascar.

## Economia
Les illes tenen una zona econòmica exclusiva (EEZ) de 48.350 km². Hi ha ancoratges fora costa, i l'illa Grande Glorieuse té una pista d'aterratge de 1.300 m de llarg.

## Història
Encara que possiblement els navegants àrabs ja els coneixien, els Glorieuses van ser nomenats i assentats en 1880 per un francès, Hipòlit Caltaux, que va establir una plantació de cocos en la Gran Glorieuse. L'arxipèlag es va convertir en una possessió francesa el 1892 quan el capità Richard dels Primauget va fer una reclamació formal. El 1895, l'Illa Gloriosa va passar a formar part de la colònia de Mayotte i les seves dependències.
De 1914 a 1958 es van atorgar concessions per a explotar les illes a empreses de les Seychelles. Les illes són avui reserves naturals amb una estació meteorològica guarnida per tropes franceses (La Legió Estrangera Francesa). Malgrat que les Illes Glorioses mai han estat part del Protectorat Malgaix sinó part de la colònia de Mayotte i dependències, llavors part de les Comores Franceses, Madagascar ha reclamat la sobirania sobre les illes des de 1972 les Comores reclamen Mayotte i les Illes Glorioses. Les Seychelles van reclamar les illes també abans de l'Acord de Límits Marítims entre França i les Seychelles.
El 2012, França va crear el parc naturel marin des Glorieuses, una àrea marina protegida, per a preservar la flora i la fauna en perill de les illes.